# Giovanni Battista Brocchi
Giovanni Battista Brocchi, italijanski mineralog in geolog, * 18. februar 1772, Bassano, Italija, † 25. september 1826, Kartum.